# Paleoalveo di Bernareggio

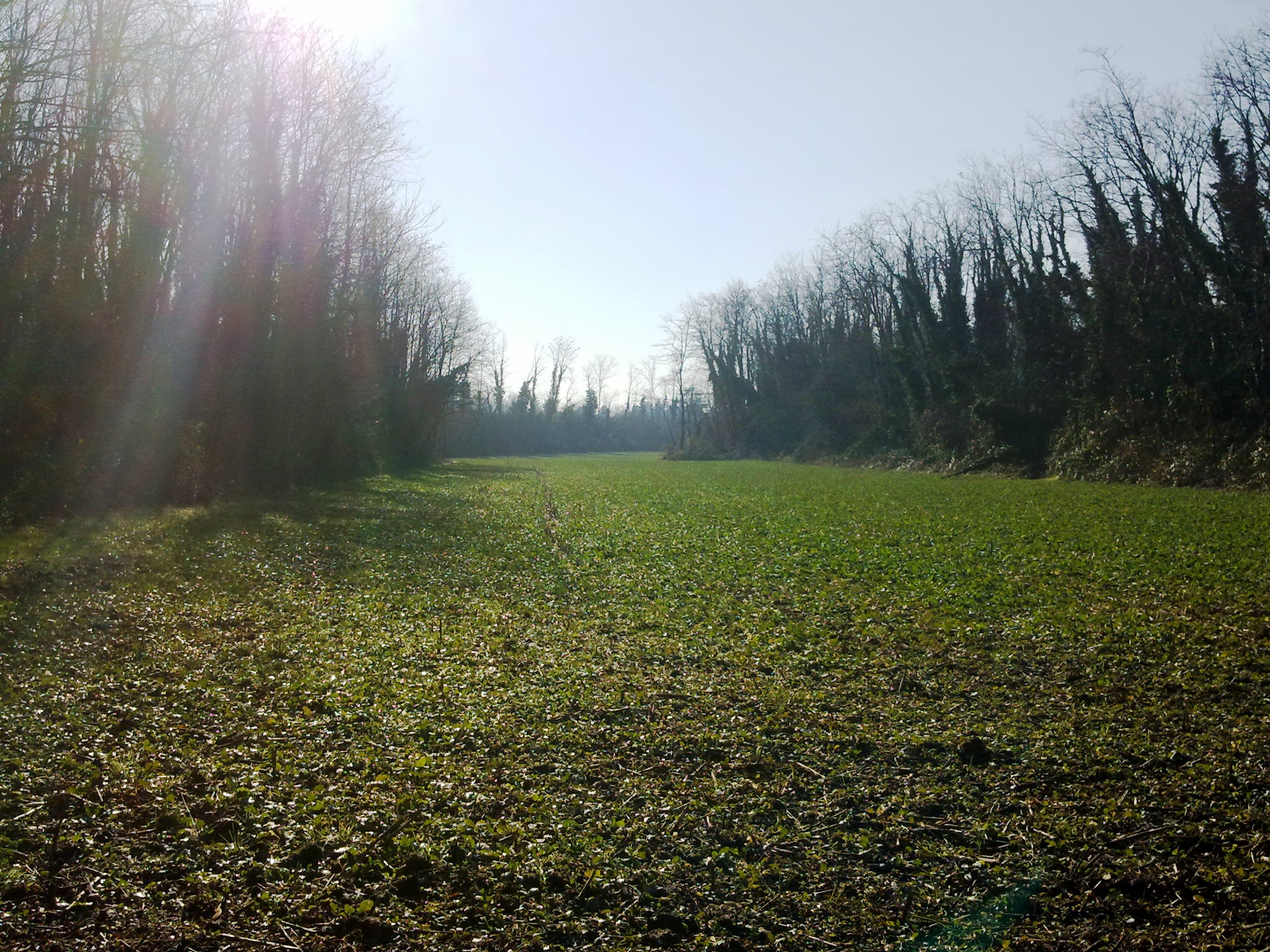
Il Paleoalveo di Bernareggio, tratto sud

Il Paleoalveo di Bernareggio è un'area naturale caratterizzata dalla conformazione tipica di un alveo fluviale con una depressione di origine torrentizia delimitata da orli di terrazzo. Risalente molto probabilmente all'ultima glaciazione, in antichità l'area era caratterizzata dal passaggio di un corso d'acqua ormai estinto. Oggi rappresenta un elemento caratteristico del paesaggio di importanza storica, idrogeologica e ambientale.

## Territorio
Si trova nella zona ovest del territorio comunale dove sono presenti due tratti, uno a nord e uno a sud della strada provinciale n.177, lunghi rispettivamente 1,10 km e 0,7 km circa. La larghezza dell’alveo va dai 30 ai 50 m circa. Gli argini in alcuni punti raggiungono i 15 m di altezza.
Ben visibile dalle foto aeree, dal punto di vista geologico l'area del paleoalveo si differenzia dal resto del territorio per la presenza di “sedimenti fluvio-glaciali costituiti da ghiaie a matrice sabbiosa di origine alluvionale, con copertura discontinua di limi e limi debolmente ghiaiosi”

## Storia
Nella zona della Cascinella (sponda ovest del tratto sud del Paleoalveo) sono state trovate tracce di un accampamento romano. Su mappe storiche l'alveo del tratto sud segnava il confine geografico tra Bernareggio e la frazione di Villanova. Secondo alcune testimonianze agli inizi del ‘900 a seguito di forti piogge l'acqua convogliata nel Paleoalveo causò allagamenti e danni.
Utilizzato in passato per lo scarico di acque reflue, ancora oggi è recapito naturale della maggior parte delle acque meteoriche che cadono sul territorio comunale. Sono state costruite, sia nel tratto nord che in quello sud, vasche per la volanizzazione delle acque in caso di troppo pieno.
Una parte del tratto sud è stato utilizzato negli anni 80 come discarica di rifiuti inerti, visibile in foto aeree storiche. In questo tratto non è più evidente la differenza di quota tra le sponde e l'alveo. Prima contornato da aree agricole, oggi l'urbanizzazione ha raggiunto in alcuni punti le aree boscate del Paleoalveo.

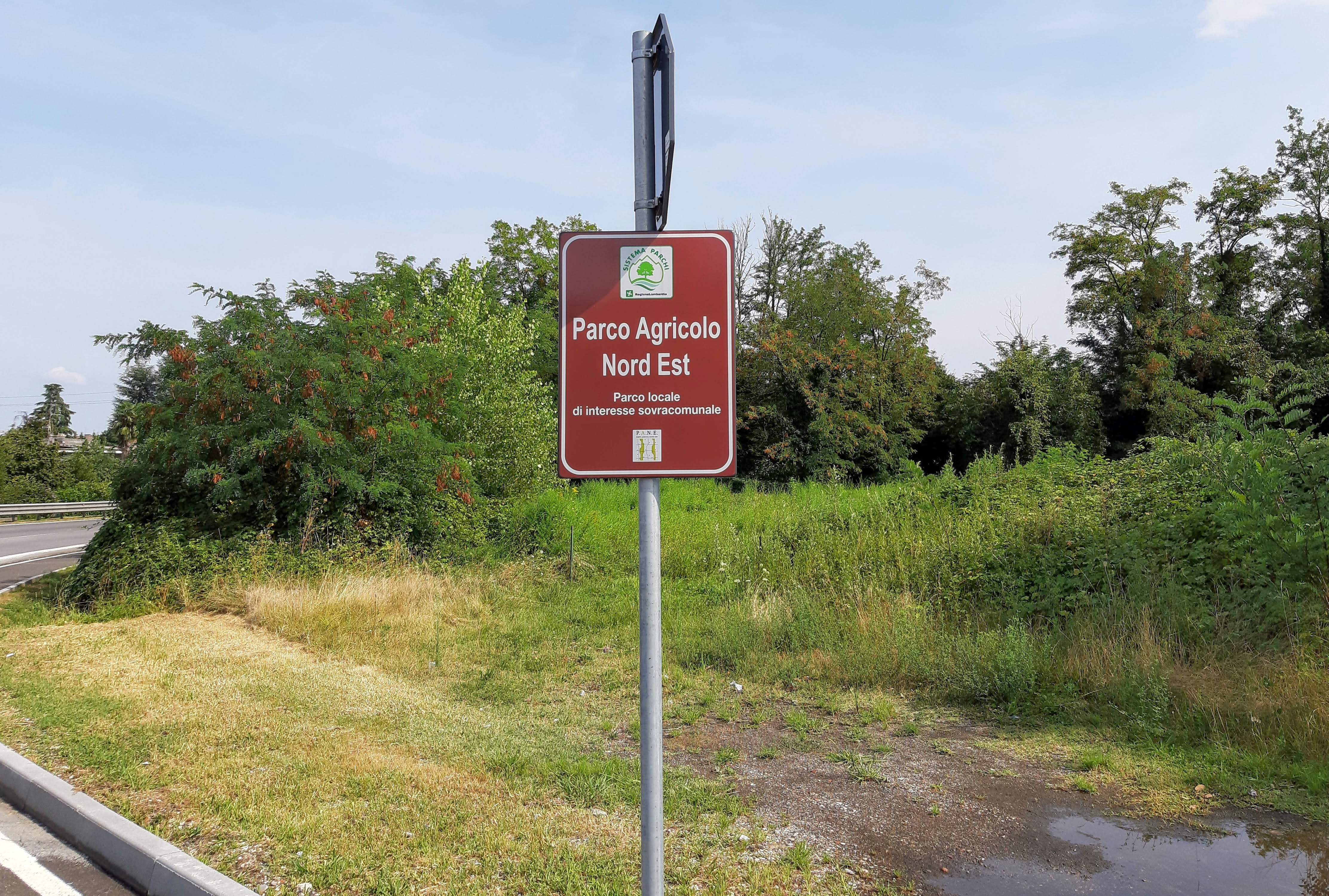
Area del Parco Agricolo Nord Est a Bernareggio (MB)

Dal 2009 un comitato locale, tramite e iniziative di sensibilizzazione e conoscenza dell'area, ha promosso l'inserimento del Paleoalveo e di altre aree agricole in un parco locale.
Nel 2019 il Comune di Bernareggio ha deliberato l'adesione al Parco Agricolo Nord Est. La zona del Paleoalveo è stata inserita tra le aree di ampliamento del parco stesso, come evidente dalla cartellonistica posizionata.

## Agricoltura e ambiente
L'alveo è tutt'oggi coltivato, generalmente a mais  o altri cereali, e rappresenta un'area agricola strategica a livello provinciale. Le fasce boscate tracciano un corridoio ecologico in direzione nord-sud, analogo a quelli presenti lungo altri corsi d'acqua, maggiori o minori, di quest'area ad est di Milano.
Alcuni sentieri consentono di percorrere parte del Paleoalveo dove è visibile la flora (in maggioranza robinia (Robinia pseudoacacia L.) e la fauna (avvistati tra i rettili il biacco (Coluber viridiflavus) e tra i mammiferi la volpe (Vulpes vulpes)), tipiche dei boschi di queste latitudini.